# Xantoma
Uno xantoma è una degenerazione della pelle di colore giallastro, dovuto ad accumulo di lipidi. Si riscontra in particolare nei soggetti con elevati livelli ematici di colesterolo e di trigliceridi. Gli xantomi possono essere localizzati anche a livello dei tendini.

## Etimologia
Il termine xantoma deriva dalla lingua greca xanthòs che significa "giallo".

## Incidenza
Gli xantomi prevalgono nei decenni avanzati di vita. Si osservano spesso nella cute delle persone anziane in forma di placchette. Tendono a localizzarsi in particolare alle palpebre (xantelasma) e alla fronte.

## Associazioni con altre patologie
Gli xantomi sono sempre l'espressione di un alterato metabolismo dei lipidi (iperlipoproteinemie) e sono caratterizzati da un notevole aumento di incidenza di aterosclerosi e delle malattie cardiovascolari a essa associate. I soggetti affetti si caratterizzano per un notevole accumulo di lipidi nelle grandi cellule schiumose all'interno della pelle. Gli xantomi sono associati con le iperlipidemie, sia di tipo primario sia secondario.

Gli xantomi tendinei sono associati con iperlipidemia di tipo II, ostruzione cronica delle vie biliari e cirrosi biliare primaria.

Gli xantomi palmari e gli xantomi tuberosi (localizzati prevalentemente sulle ginocchia e sui gomiti) si verificano nelle iperlipidemie di tipo III.

## Tipi di xantomi

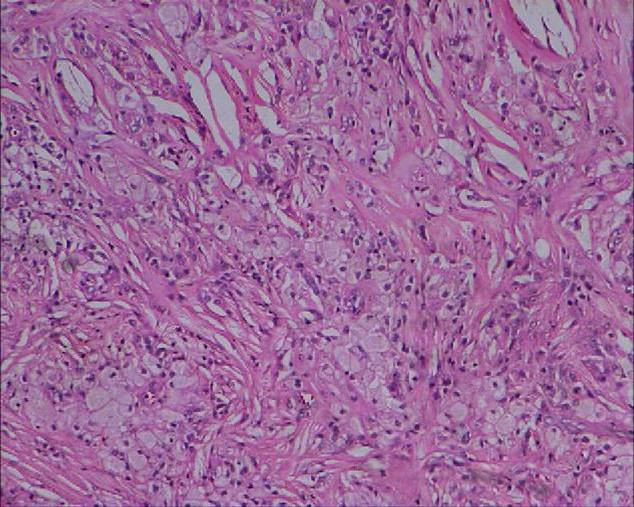
Quadro istologico di uno xantoma che mostra cellule schiumose colme di lipidi con ampie aree di colesterolo. Ingrandimento 10 × ; colorazione eosina ed ematossilina. Kumar et al. Cases Journal 2008.

Vi sono vari tipi di xantomi:

### Xantelasma
Uno xantelasma è una raccolta cutanea di colesterolo nettamente demarcata, giallastra. Solitamente si localizza sopra o intorno alle palpebre. In senso stretto, uno xantelasma è una condizione distinta, tuttavia alcuni autori lo classificano come un sottotipo di xantoma e in particolare se assume dimensioni decisamente più grandi e nodulari, con proporzioni quasi tumorali.

### Xantomi eruttivi
Papule del colore giallo-rosso situate sulle superfici estensorie degli arti e sui glutei. Possono essere presenti anche nei diabetici.

### Xantomi tendinei
Sono costituiti da accumuli di macrofagi infarciti di colesterolo esterificato localizzati nelle guaine di alcuni tendini, in particolare nel tendine di Achille, nel tendine rotuleo e nei tendini dei muscoli estensori delle dita. Rappresentano un segno clinico altamente specifico dell'ipercolesterolemia familiare eterozigote rappresentandone un importante criterio diagnostico

### Xantomi piani
Sono xantomi piatti e si presentano nelle pieghe del volto, della parte superiore del tronco, nel palmo delle mani.

### Xantomi tuberosi e tuberoeruttivi
Localizzati prevalentemente a livello delle grandi articolazioni (ginocchia e gomiti), di aspetto nodulare, di dimensioni variabili da pochi millimetri ad oltre 3 cm di diametro.